# MONUSCO
유엔 콩고 민주 공화국 안정화 임무(영어: United Nations Organization Stabilization Mission in the Democratic Republic of the Congo, 프랑스어: Mission de l'Organisation des Nations Unies pour la stabilisation en République démocratique du Congo) 또는 줄여서 MONUSCO는 1999년 유엔 안전보장이사회 결의안 제1279호와 2000년 유엔 안전보장이사회 결의안 제1291호에 따라 제2차 콩고 전쟁 및 그 여파로 발생한 이투리 분쟁, 키부 분쟁, 동고 분쟁을 감시하기 위해 설립된 콩고 민주 공화국에서 활동하는 유엔 평화유지군이다. 2010년까지 MONUSCO가 수행하는 임무를 "유엔 콩고 민주 공화국 임무" 또는 줄여서 "MONUC"이라고 불렀다.
현재 MONUSCO에 참여하고 있는 국가는 방글라데시, 벨기에, 베냉, 볼리비아, 보스니아 헤르체고비나, 브라질, 부르키나파소, 카메룬, 캐나다, 중화인민공화국, 체코, 이집트, 프랑스, 가나, 과테말라, 인도, 인도네시아, 아일랜드, 코트디부아르, 요르단, 케냐, 말라위, 말레이시아, 말리, 몽골, 모로코, 네팔, 네덜란드, 니제르, 나이지리아, 파키스탄, 파라과이, 페루, 폴란드, 루마니아, 러시아, 세네갈, 세르비아, 남아프리카 공화국, 스리랑카, 스웨덴, 스위스, 탄자니아, 튀니지, 우크라이나, 영국, 미국, 우루과이, 잠비아다. 차드, 기니, 마다가스카르, 튀르키예, 토고는 경찰 병력만 파견하였다.
유엔 안전보장이사회 결의안 제1291호가 채택되기 이전에 콩고 민주 공화국에 주둔한 유엔 임무단은 1999년 결의안 제1258호에 의거하여 평화협정에 참여하는 여러 세력을 관찰하고 보고하는 것을 임무로 하였다. 2020년 결의안 제2556호가 채택된 이후 현재 MONUSCO의 임무와 형태가 자리잡게 되었다.
약 87억 4천만 달러가 1999년부터 2010년까지 MONUSCO의 평화유지임무를 위해 사용되었다. 2017년 10월을 기준으로, 콩고 민주 공화국에 있는 유엔군 병력은 약 18,300명으로 집계되었다. 현재 MONUSCO에는 약 30개국이 평화유지임무를 위해 경찰과 군을 파견하였으며, 참여국 중 인도가 가장 많은 인원을 파견하였다.

## 같이 보기
- 유엔 콩고 활동단
- 키부 분쟁
- 이투리 분쟁